# Route nationale 17F (Maroc)
La Route nationale 17F, ou N17F, est une route nationale marocaine, reliant Aghouinite à Choum (Mauritanie).